# Lyrskaret
Lyrskaret est une île norvégienne dans le comté de Hordaland. Elle appartient administrativement à Austevoll.

## Géographie
Rocheuse et pratiquement désertique à l’exception de quelques arbres dans sa partie sud, à fleur d'eau, elle s'étend sur environ 166 m de longueur pour une largeur approximative de 88 m. 